# Helmut Berndt
Ernst Helmut Berndt (ur. 17 czerwca 1915 w Libercu, zm. 30 kwietnia 1990 w Seesen) – niemiecki saneczkarz reprezentujący RFN, złoty medalista mistrzostw świata. Wcześniej jako reprezentant Czechosłowacji uprawiał lekkoatletykę. Wystąpił na igrzyskach olimpijskich w Berlinie w 1936 w biegu na 400 metrów przez płotki.

## Kariera
Największy sukces w karierze Berndt osiągnął w 1960 roku, kiedy zdobył złoty medal w jedynkach podczas mistrzostw świata w Garmisch-Partenkirchen. W zawodach tych wyprzedził bezpośrednio Austriaka Reinholda Froscha oraz swego rodaka, Hansa Plenka. Był to jego jedyny medal wywalczony na międzynarodowej imprezie tej rangi. Był też między innymi osiemnasty w jedynkach podczas mistrzostw świata w Oslo w 1955 roku.